# Diplopterygium conversum
Diplopterygium conversum är en ormbunkeart som först beskrevs av Cornelis Rugier Willem Karel van Alderwerelt van Rosenburgh, och fick sitt nu gällande namn av Takenoshin Nakai. Diplopterygium conversum ingår i släktet Diplopterygium och familjen Gleicheniaceae. Inga underarter finns listade.